# Вертков, Константин Александрович
Константин Александрович Вертко́в (1905—1972) — советский музыковед, педагог.

## Биография
Родился 18 (31 декабря) 1905 года в селе Урунское (ныне Урунск, Солтонский район, Алтайский край) в крестьянской семье.
В 1930 году окончил географический факультет ЛГУ по специальности «Этнография турецких народов». По распределению был направлен в Самарканд, где стал работать в Центральном музее Узбекской ССР. Затем преподавал в Музыкальном научно-исследовательском институте. Вернувшись в 1932 году в Ленинград, стал работать старшим научным сотрудником отдела истории музыкальной культуры и техники Государственного Эрмитажа. На протяжении нескольких лет изучал инструментальную коллекцию музыкально-исторического музея ЛГАФ. В 1938 году поступил в аспирантуру на кафедру истории музыки народов СССР ЛГК имени Н. А. Римского-Корсакова, которую окончил незадолго до начала Великой Отечественной войны. С 1939 года работал заведующим музыкально-теоретическим кабинетом при историко-теоретическом факультете.
В 1939 году призван в РККА, участвовал в советско-финской, Великой Отечественной войне, советско-японской войне. Сражался на Карельском и Дальневосточном фронтах.
После демобилизации вернулся на работу в ЛГК имени Н. А. Римского-Корсакова. С 1946 года исполнял обязанности кафедры истории музыки народов СССР, в 1946—1947 годах был заведующим учебной частью. Доцент (1947), кандидат искусствоведения. Одновременно с 1946 года стал работать в должности заведующего сектором инструментоведения Научно-исследовательского отдела Ленинградского государственного института театра и музыки. В 1950 году полностью перешёл на работу в институте, где трудился до конца жизни.
Активно занимался исследованием развития инструментов народов и народностей России. Совместно Г. И. Благодатовым и Э. Э. Язовицкой им был издан «Атлас музыкальных инструментов народов СССР», также участвовал в издании «Энциклопедии музыкальных инструментов народов Европы» и «Музыкальной энциклопедии».
Умер 19 ноября 1972 года в Ленинграде. Похоронен на Северном кладбище.

Могила Верткова на Северном кладбище Санкт-Петербурга.

## Награды и премии
- Государственная премия РСФСР имени К. С. Станиславского (1967) — за музыковедческую работу «Атлас музыкальных инструментов народов СССР»
- орден Красной Звезды (24.9.1943)
- медали